# Concerto pour piano no 6 de Boissier-Butini
La Suisse
Pour les articles homonymes, voir Concerto pour piano no 6.
Le Concerto pour piano no 6, dit « La Suisse », est une œuvre pour piano, flûte obligée et cordes de Caroline Boissier-Butini antérieure à 1818.

## Contexte
L'œuvre est composée en 1818, elle est donc antérieure au Concerto pour piano no 5, composé en 1820. Elle ne sera éditée qu'en 2008 à Berne. Pour la première fois depuis deux cents ans, l'œuvre est jouée en public le 15 mars 2019 à Rolle.
Dans ce concerto apparaît un ranz des vaches qui, depuis sa description par Jean-Jacques Rousseau dans son Dictionnaire de la musique, a acquis le statut de chant identitaire suisse pour les Européens. Il est devenu le symbole musical d'une société alpine considérée comme authentique et non corrompue. Heureux que le traité de Vienne ait rattaché Genève à la Suisse, les Genevois deviennent des Helvètes exemplaires. Il est probable que ce concerto que la compositrice a elle-même appelé ainsi est à prendre au sens d'une déclaration d'amour patriotique. 

## Structure
L'œuvre comprend trois mouvements :
1. Allegro
2. Andantino
3. Rondo

## Analyse
Le concerto présente des mélodies inventées par la compositrice dans le style du volkslied ou du volkston. Toute l'œuvre présente un ton populaire. Dans ce concerto, nous sommes en présence d’une musique qui fait le lien entre ville et campagne, en alliant mélodies champêtres et virtuosité pianistique sophistiquée. L’utilisation de la flûte est un clin d’œil aux bergers, puisqu’il est l’attribut classique de la vie pastorale. Que cette flûte soit qualifiée d’« obligée » par la compositrice signifie que le concerto doit nécessairement être joué avec cet accompagnement de flûte, alors que les cordes ne sont pas indispensables. Comme dans le cas du Concerto pour piano no 5, il s’agit d’une pièce qui peut être interprétée sans orchestre.

### Allegro
Les thèmes du premier mouvement et la ritournelle du dernier mouvement sont écrits dans un style populaire. Caroline Boissier-Butini, comme beaucoup d'autres, a écrit de toutes pièces des mélodies dans le style populaire, dont les caractéristiques sont des rythmes empruntés à la danse, une ligne mélodique simple doublée à la tierce et des motifs de fanfares.

### Andantino
Le second mouvement fait sonner un ranz des vaches. Si Caroline Boissier-Butini utilise des moyens instrumentaux très simples, elle montre un grand art de l'orchestration. Si la citation intégrale du ranz est un acte pionnier dans un concerto, le début du deuxième mouvement se distingue aussi par la poésie sonore déployée pour peindre le décor alpestre : un rythme de basse obstinée, un accord parfait aux cordes, une mélodie à la flûte, puis, et c’est là une petite sensation dans l’histoire de la musique, le « cor des Alpes », imité par les flageolets produits à la basse, qui répond à la flûte. Le romantisme musical suisse est né. 

## Discographie
- Caroline Boissier-Butini : Piano Concerto no 5 "Irish" – Piano Concerto no 6 "La Suisse" – Divertimento for Piano, Clarinet & Bassoon – Adalberto Maria Riva (piano) ; Sarah van Cornewal (flûte) ; Pierre-André Taillard (clarinette) ; Rogério Gonçalves (basson) ; Ensemble Le Moment Baroque ; Jonathan Nubel (direction). GALLO, 2020, CD-1627
- Caroline Boissier-Butini (1786-1836) - Concerto n°6 en sol pour piano, flûte obligée et cordes, « La Suisse » - Pièce pour l’orgue - Sonate pour piano no 1 - Divertissement avec rondo à la polacca pour piano, clarinette et basson – Eva-Maria Zimmermann (piano) ; Regula Küffer (flûte) ; Nicoleta Paraschivescu (orgue) ; Babette Dorn et Didier Puntos (piano) ; Michel Westphal (clarinette) ; Catherine Pépin (basson) ; Berner Kammerorchester ; Matthias Kuhn (direction).  GAL, 2013, CD-1277